# Dania (Côte d'Ivoire)
Pour les articles homonymes, voir Dania.
Dania est une localité de l'ouest de la Côte d'Ivoire, et appartenant au département de Vavoua, dans la Région du Haut-Sassandra. La localité de Dania est un chef-lieu de commune.